# Ștefan Țintă
Ștefan Țintă (n.  ?) este un deputat român, ales în 2024 din partea PSD. 